# Нарин-Шибір
Нарин-Шибір (рос. Нарын-Шибирь) — улус Заіграєвського району, Бурятії Росії. Входить до складу Сільського поселення Дабатуйське.
Населення — 126 осіб (2015 рік).